# アスリートエージェントテック
アスリートエージェントテックは、株式会社アーシャルデザインが提供するアスリート人材をプログラミング教育及びスキルシェアするサービスである。

## 概要
IT企業と共同開発した6ヶ月間のプログラミング育成カリキュラム
「AthleteAgent-TECH ACADEMIA（アスリートエージェントテック-アカデミア）」を受講し、資格取得後、IT企業にアスリートエンジニアとしてプロジェクト参画。また研修期間中に収入も得る事ができるプログラムも同時に用意。収入を得ながらプログラミングスキルを学べる独自プログラミング育成カリキュラムとなっている。
2020年7月から本格的に募集をスタートし、6ヶ月間での応募は9000名。
また、2023年を目途に主力のIT（情報技術）人材派遣で稼働するエンジニアを500人と現状の約5倍に増やす計画だ。